# Bonatea polypodantha
Bonatea polypodantha là một loài thực vật có hoa trong họ Lan. Loài này được (Rchb.f.) L.Bolus mô tả khoa học đầu tiên năm 1928.